# Antoine Louis Gustave Béclère

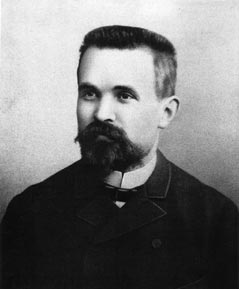
Antoine Béclère

Antoine Louis Gustave Béclère (* 17. März 1856 in Paris; † 24. Februar 1939 ebenda) war ein französischer Kinderarzt, Radiologe und Immunbiologe.
1877 begann Béclère seine Karriere als Volontär in Lille. Béclère studierte Medizin in Paris, wo er 1882 promoviert wurde. Er erregte mit Arbeiten zu ansteckenden Krankheiten wie Masern und Fragen der Immunität Aufsehen. Als er 1896 von den Röntgen-Strahlen erfuhr, wandte er sich begeistert der Radiologie zu. Deswegen gründete er gleich darauf eine Klinik für Röntgenstrahlenuntersuchungen in Paris.
Ab 1902 wurde die Röntgentherapie bösartiger Geschwulste zu seinem Hauptarbeitsgebiet, und er konnte auch bald Erfolge gegen Tumoren in Brust, Gebärmutter und Gehirn vorweisen.
1908 wurde er Mitglied der Académie de Médecine.
Im Ersten Weltkrieg wirkte er als Leiter des physiotherapeutischen Labors am Militärkrankenhaus Val-de-Grâce und der Radiologieabteilung der Pariser Militärregierung.